# Bob Andras
Robert Knight « Bob » Andras (21 février 1921 - 17 novembre 1982)  était un homme politique et homme d'affaires canadien qui a occupé plusieurs postes au sein du cabinet du Premier ministre Pierre Trudeau.
Il est né le 21 février 1921 à Lachine, Québec. Andras a déménagé à Port Arthur, en Ontario, en 1958 en tant que directeur général de Gibson Motors Ltd., un concessionnaire automobile dont il est devenu propriétaire en 1960.
Andras s'est présenté pour la première fois au Parlement en 1965, dans l'ancienne circonscription de CD Howe, Port Arthur, et a gagné. Il est entré au gouvernement pour la première fois en tant que ministre sans portefeuille de 1968 à 1971. Il a été par la suite ministre d'État chargé des Affaires urbaines (1971 à 1972), de la Consommation et des Corporations (1972), de la Main-d'œuvre et de l'Immigration (1972 à 1976), président du Conseil du Trésor (1976 à 1978) et ministre d'État chargé du Développement économique (1978 à 1979).
Comme ministre de la Main d'oeuvre et de l'Immigration il a aidé à faire adopter la Loi sur l'immigration de 1976, remplaçant la législation de 1952. Cette version s'assurait qu'il n'y aurait pas de discrimination fondée sur l'ethnicité ou le genre lors de l'admission de candidats à l'immigration au Canada.
Andras s'est retiré de la politique en 1979 et a servi comme vice-président sénior de la compagnie minière Teck Corporation. Il est décédé d’ un cancer le 17 novembre 1982, à son domicile de Vancouver.